# Yoseob
Yang Yo-seob (Hangul: 양요섭; Hanja: 杨 曜 燮; nascido em 5 de janeiro de 1990), mais frequentemente creditado apenas como Yoseob (em coreano:  요섭), é membro e vocalista principal do grupo sul-coreano Highlight.

## Biografia
Yoseob nasceu em Seul , Coreia do Sul em 5 de janeiro de 1990  em uma pequena família com uma irmã mais velha, Yang Hae Yeon. Ele primeiro ganhou interesse em música e começou a praticar, cantar, depois de ouvir uma música de Brian McKnight. Então, ouviu muitas músicas de um estilo similar, mas percebeu que não podia ser inclinado para um determinado gênero e começou a ouvir músicas de dança e rock também. Quando ele estava no ensino médio, se juntou a uma banda da escola onde ele realizou um monte de hard rock e metal durante suas performances. Yoseob realmente queria experimentar rock moderno; No entanto, seus idosos naquela época disseram-lhe que iria arruinar o humor e, finalmente, não ser um sucesso.

### Carreira
Yoseob tornou-se um trainee da JYP Entertainment, mas saiu depois de receber uma nota ruim da prática comentários. Mudou-se agências, a M Boat Entertainment (um ex-empresa-irmã da YG Entertainment ) onde foi treinado por 5 anos antes de transferir para Cube Entertainment, onde ele finalmente se tornou membro do Beast. Enquanto ainda era estagiário na Cube Entertainment, ele se tornou uma dançarino backup para AJ, sua breve-a-ser membro do grupo e ex-amigo de escola, agora conhecido como Kikwang, nos vídeos musicais e performances ao vivo de "Wiping the Tears" E "Dancing Shoes".
Yoseob é o principal vocalista do Highlight.  Ele lançou um single digital em conjunto com Daniel do Dalmatian intitulado "First Snow e First Kiss" e participou em cantar trilhas sonoras originais (OSTs) para vários dramas coreanos, como "Happy Birthday" para "More Charming by the Day", "I Cherish That Person" para My Princess e "Loving You" - para All My Love. Yoseob também participou em vários programas de TV, incluindo "Oh! My School" da KBS. Yang Yoseob participou Dong-ah Instituto de Mídia e Artes (anteriormente conhecido como Dong-Ah Broadcasting College) e se formou em 2014.
Em 16 de outubro de 2016, após o término de contrato com a Cube Ent. Os atuais 5 membros do Beast abriram uma gravadora, Around Us, alterando também o nome do grupo para Highlight.